# Reilhac (Lot)
Reilhac é uma comuna francesa na região administrativa de Occitânia, no departamento de Lot. Estende-se por uma área de 12,98 km². Em 2010 a comuna tinha 175 habitantes (densidade: 13,5 hab./km²).